# Compagnie Real del Monte et Pachuca
La Compagnie Real del Monte et Pachuca était une des sociétés anglo-mexicaines formées pour exploiter les mines d'argent au Mexique, peu après l'indépendance du pays, près de la ville de Real Del Monte.

## Histoire
La Compagnie Real del Monte et Pachuca a été fondée en 1824 par l'héritier de Pedro Romero de Terreros, comte de Regla, près de la ville de Real Del Monte, avec un capital de 200.000 livres, divisé en 500 actions de 400 livres. Le site a déjà une histoire très riche à l'époque coloniale, avec le recours à l'esclavage puis l’émeute des travailleurs des mines du 15 août 1766, l’un des premiers mouvements des ouvriers pour la défense de leurs droits et l'un des premiers antécédents des grèves ouvrières au Mexique.
La compagnie a pour premier nom "Compania de Aventureros, dans les mines de Real del Monte". Des négociations sont menées par Pedro José Maria Romero de Terreros avec la compagnie anglaise pour louer ses mines et haciendas et introduire la technologie de la machine à vapeur. Londres a d'abord expédié au Mexique trois navires chargés de machines, outils et munitions et transportant 140 mineurs et ingénieurs. Elle construit un hôpital dans la ville de Real Del Monte et bon nombre de ses techniciens seront enterrés dans le cimetière de la ville.
La fin du XIXe siècle sera marqué par la participation des investisseurs mexicains à la société, consolidée et renommée "Compagnie Real del Monte et Pachuca". En 1906, les mines du district sont achetées par la "United States Smelting Refining and Mining", car le Mexique vient de passer à l'étalon or. Le Gouvernement fédéral mexicain en reprend le contrôle de 1947 à 1990, puis s'efface devant le groupe privé "Real del Monte", en 1991.